# Società Sportiva Juve Stabia 2019-2020
Questa voce raccoglie le informazioni riguardanti la Società Sportiva Juve Stabia nelle competizioni ufficiali della stagione 2019-2020.

## Stagione
Per la stagione del ritorno in Serie B la società conferma in panchina Fabio Caserta, artefice della promozione dalla Serie C. 
Il percorso in Coppa Italia termina al secondo turno con la sconfitta ai calci di rigore nel match interno contro l'Imolese.
Il campionato inizia in salita per la squadra campana, sconfitta all'esordio dall'Empoli e nel turno successivo dal Pisa. Dopo solo un pareggio in sei partite, la Juve Stabia si riprende, ottenendo nelle successive sette tredici punti, frutto di quattro vittorie, tra cui il (4-2) contro il Pordenone e il (2-0) contro la Salernitana nel derby, un pareggio (1-1) nel derby contro il Benevento capolista, e solo due sconfitte contro Spezia e Livorno, ritrovandosi in lotta per la zona Play-out. Dopo due sconfitte contro la Virtus Entella e il Frosinone, le Vespe ottengono altri dieci punti in quattro partite, la bella rimonta (2-3) a Verona contro il Chievo, il (2-0) contro il Venezia, un pareggio (1-1) con la Cremonese e la vittoria (1-0) contro il Cosenza, terminando così un buon girone d'andata a 24 punti, a -3 dai Play-off, a +2 sui Play-out al quattordicesimo posto, gli stessi dello Spezia e del Pisa. Un calo di rendimento nel girone di ritorno non ha permesso ai gialloblù di mantenere la categoria, dato una serie di errori di troppo nel finale, che hanno fatto retrocedere in Serie C dopo un anno la Juve Stabia. Decisiva la sconfitta (3-1) nello scontro diretto sul campo del Cosenza nell'ultima giornata, vincendo avrebbe disputato il Play-out, preceduta da altre due sconfitte contro Venezia e Cremonese, che hanno fatto chiudere il torneo cadetto alla Juve Stabia al penultimo posto, con 17 punti nel girone di ritorno e 41 totali. Un torneo profondamente segnato anche dalla pandemia da Covid che ha colpito il mondo intero, la Serie B si è fermata il 10 marzo ed è ripresa il 16 giugno 2020, portando a termine il torneo ad agosto.

## Divise e sponsor
Lo sponsor tecnico per la stagione 2019-2020 è Givova, mentre gli sponsor ufficiali sono Spada Roma e Autoshopping. Confermato per tutte le squadre di serie B il top sleeve sponsor "Facile ristrutturare" sulla manica sinistra.
| Casa | Trasferta | Terza divisa |

## Organigramma societario
Area direttiva
- Patron: Franco Manniello
- Presidente: Andrea Langella
- Vicepresidente: Vincenzo D'Elia

Area sportiva
- Direttore sportivo: Ciro Polito

Area tecnica
- Allenatore: Fabio Caserta
- Allenatore in seconda: Ciro Ferrara
- Collaboratore tecnico: Pasquale D'Inverno
- Recupero infortuni: Roberto Rippa
- Preparatore atletico: Raffaele La Penna
- Preparatore dei portieri: Amedeo Petrazzuolo

Area sanitaria
- Medico Sociale: dott. Catello Di Somma
- Massofisioterapista: Gaetano Nastro
- Fisioterapista: Ciro Nastro
- Osteopata: Emanuele Aversano

## Rosa
Rosa e ruoli sono aggiornati al 7 settembre 2019.
| N. |                      | Ruolo | Calciatore           |
| -- | -------------------- | ----- | -------------------- |
| 1  | Italia (bandiera)    | P     | Matteo Esposito      |
| 2  | Italia (bandiera)    | D     | Damiano Lia          |
| 3  | Italia (bandiera)    | D     | Giacomo Ricci        |
| 4  | Italia (bandiera)    | A     | Kingsley Boateng     |
| 5  | Italia (bandiera)    | C     | Giacomo Calò         |
| 6  | Italia (bandiera)    | D     | Nicholas Allievi     |
| 7  | Italia (bandiera)    | C     | Fabrizio Melara      |
| 8  | Brasile (bandiera)   | C     | Vicente              |
| 8  | Italia (bandiera)    | P     | Francesco Di Mariano |
| 9  | Italia (bandiera)    | A     | Alessandro Rossi     |
| 10 | Italia (bandiera)    | C     | Davide Di Gennaro    |
| 11 | Italia (bandiera)    | A     | Alfredo Bifulco      |
| 13 | Argentina (bandiera) | C     | Mariano Izco         |
| 14 | Italia (bandiera)    | D     | Lorenzo Borri        |
| 15 | Italia (bandiera)    | D     | Gianmarco Todisco    |
| 16 | Guinea (bandiera)    | A     | Karamoko Cissé       |
| 17 | Italia (bandiera)    | A     | Ferdinando Del Sole  |
| 18 | Italia (bandiera)    | A     | Luigi Canotto        |
| 19 | Ghana (bandiera)     | C     | Bright Addae         |

| N. |                      | Ruolo | Calciatore           |
| -- | -------------------- | ----- | -------------------- |
| 20 | Danimarca (bandiera) | D     | Magnus Troest        |
| 21 | Italia (bandiera)    | A     | Salvatore Elia       |
| 22 | Italia (bandiera)    | P     | Ivan Provedel        |
| 23 | Italia (bandiera)    | D     | Luca Germoni         |
| 24 | Italia (bandiera)    | C     | Alessandro Mastalli  |
| 25 | Italia (bandiera)    | P     | Danilo Russo         |
| 26 | Italia (bandiera)    | P     | Paolo Branduani      |
| 26 | Italia (bandiera)    | P     | Emanuele Polverino   |
| 27 | Italia (bandiera)    | C     | Giorgio Lionetti     |
| 28 | Italia (bandiera)    | D     | Roberto Vitiello     |
| 29 | Italia (bandiera)    | A     | Massimiliano Carlini |
| 30 | Italia (bandiera)    | C     | Alessandro Mallamo   |
| 31 | Italia (bandiera)    | D     | Pasquale Fazio       |
| 32 | Italia (bandiera)    | A     | Francesco Forte      |
| 34 | Brasile (bandiera)   | C     | Adriano Mezavilla    |
| 35 | Italia (bandiera)    | D     | Denis Tonucci        |
| 37 | Italia (bandiera)    | C     | Simone Calvano       |
| 50 | Svizzera (bandiera)  | C     | Marcel Büchel        |

## Calciomercato

### Sessione estiva(dal 1/7 al 2/9)
| Acquisti | Acquisti            | Acquisti  | Acquisti   |
| R.       | Nome                | da        | Modalità   |
| -------- | ------------------- | --------- | ---------- |
| P        | Danilo Russo        | Casertana | definitivo |
| D        | Lorenzo Borri       | Pontedera | definitivo |
| D        | Pasquale Fazio      | Ternana   | definitivo |
| D        | Luca Germoni        | Lazio     | definitivo |
| D        | Damiano Lia         | Cavese    | definitivo |
| D        | Giacomo Ricci       | Parma     | prestito   |
| D        | Denis Tonucci       | Foggia    | svincolato |
| C        | Bright Addae        | Ascoli    | definitivo |
| C        | Simone Calvano      | Verona    | prestito   |
| C        | Ferdinando Del Sole | Juventus  | prestito   |
| C        | Davide Di Gennaro   | Lazio     | prestito   |
| C        | Mariano Izco        | Cosenza   | definitivo |
| C        | Alessandro Mallamo  | Atalanta  | prestito   |
| A        | Alfredo Bifulco     | Napoli    | prestito   |
| A        | Kingsley Boateng    | Ternana   | prestito   |
| A        | Karamoko Cissé      | Verona    | prestito   |

| Cessioni | Cessioni           | Cessioni | Cessioni   |
| R.       | Nome               | a        | Modalità   |
| -------- | ------------------ | -------- | ---------- |
| D        | Lino Marzorati     | Cavese   | definitivo |
| C        | Fabrizio Melara    |          | svincolato |
| C        | Luigi Viola        | Ternana  | definitivo |
| A        | Nunzio Di Roberto  | Cavese   | definitivo |
| A        | Badr El Ouazni     | Cavese   | definitivo |
| A        | Daniele Paponi     | Piacenza | definitivo |
| A        | Giuseppe Torromino | Ternana  | definitivo |
| A        | Lorenzo Sorrentino | Gubbio   | definitivo |

### Operazioni tra le due sessioni
| Acquisti | Acquisti      | Acquisti | Acquisti   |
| R.       | Nome          | da       | Modalità   |
| -------- | ------------- | -------- | ---------- |
| C        | Marcel Büchel |          | svincolato |

| Cessioni | Cessioni | Cessioni | Cessioni |
| R.       | Nome     | a        | Modalità |
| -------- | -------- | -------- | -------- |

### Sessione invernale(dal 2 gennaio al 31 gennaio)
| Acquisti | Acquisti             | Acquisti       | Acquisti                         |
| R.       | Nome                 | da             | Modalità                         |
| -------- | -------------------- | -------------- | -------------------------------- |
| P        | Emanuele Polverino   | Sicula Leonzio | prestito                         |
| P        | Ivan Provedel        | Empoli         | prestito con diritto di riscatto |
| A        | Francesco Di Mariano | Venezia        | prestito                         |

| Cessioni | Cessioni             | Cessioni       | Cessioni      |
| R.       | Nome                 | a              | Modalità      |
| -------- | -------------------- | -------------- | ------------- |
| D        | Damiano Lia          | Sicula Leonzio | prestito      |
| C        | Massimiliano Carlini | Catanzaro      | definitivo    |
| C        | Bruno Vicente        | Catania        | definitivo    |
| A        | Kingsley Boateng     | Ternana        | fine prestito |
| A        | Ferdinando Del Sole  | Juventus       | fine prestito |

## Risultati

### Serie B

#### Girone di andata
| Arbitro: | Massimi (Termoli) |

|                             |           |           |
| Bandinelli 2’ La Gumina 80’ | Marcatori | 74’ Cisse |

| Arbitro: | Serra (Torino) |

|  |           |                           |
|  | Marcatori | 32’ Gucher 70’ M. Marconi |

| Perugia 14 settembre 2019, ore 15.00 CEST 3ª giornata | Perugia            | 0 – 0 referto | Juve Stabia | Stadio Renato Curi (8522 spett.)\| Arbitro: \| Prontera (Bologna) \| |
| Arbitro:                                              | Prontera (Bologna) |               |             |                                                                      |

| Arbitro: | Marinelli (Tivoli) |

|           |           |                                                      |
| Cissé 61’ | Marcatori | 46’, 55’ Da Cruz 79’ Chajia 82’ Ardemagni 89’ Pucino |

| Arbitro: | Baroni (Firenze) |

|                               |           |  |
| Mustacchio 90+1’ Benali 90+4’ | Marcatori |  |

| Arbitro: | Federico Dionisi (L'Aquila) |

|  |           |         |
|  | Marcatori | 2’ Diaw |

| Arbitro: | Sacchi (Macerata) |

|                 |           |                       |
| Taugourdeau 20’ | Marcatori | 79’ Canotto 89’ Forte |

| Arbitro: | Abbattista (Molfetta) |

|                                                |           |                              |
| Mezavilla 8’ Forte 16’ Calvano 20’ Canotto 29’ | Marcatori | 13’ Misuraca 85’ (aut.) Calò |

| Arbitro: | Di Martino (Teramo) |

|                            |           |  |
| Bidaoui 18’ Capradossi 52’ | Marcatori |  |

| Arbitro: | Volpi (Arezzo) |

|                       |           |            |
| Forte 17’ Canotto 53’ | Marcatori | 13’ Galano |

| Arbitro: | Marini (Roma) |

|                         |           |                 |
| Agazzi 58’ Marras 90+5’ | Marcatori | 49’ (aut.) Zima |

| Arbitro: | Illuzzi (Molfetta) |

|          |           |          |
| Calò 28’ | Marcatori | 55’ Coda |

| Arbitro: | Pezzuto (Lecce) |

|                        |           |  |
| Cissé 7’ Canotto 90+6’ | Marcatori |  |

| Arbitro: | Marinelli (Tivoli) |

|                          |           |  |
| G. De Luca 38’ Eramo 81’ | Marcatori |  |

| Arbitro: | Abbattista (Molfetta) |

|  |           |                                 |
|  | Marcatori | 10’ Beghetto 90+3’ (rig.) Ciano |

| Arbitro: | Di Martino (Teramo) |

|                             |           |                                          |
| Rigione 26’ Pucciarelli 32’ | Marcatori | 49’ Addae 76’ (rig.), 90+1’ (rig.) Forte |

| Arbitro: | Maggioni (Lecco) |

|                      |           |  |
| Bifulco 1’ Forte 62’ | Marcatori |  |

| Arbitro: | Robilotta (Sala Consilina) |

|             |           |          |
| Ceravolo 8’ | Marcatori | 2’ Forte |

| Arbitro: | Aureliano (Bologna) |

|                  |           |  |
| Forte 90’ (rig.) | Marcatori |  |

#### Girone di ritorno
| Arbitro: | Fourneau (Roma) |

|          |           |  |
| Forte 6’ | Marcatori |  |

| Arbitro: | Marini (Roma) |

|             |           |                  |
| Masucci 83’ | Marcatori | 90+4’ Di Gennaro |

| Arbitro: | Minelli (Varese) |

|             |           |                                 |
| Canotto 25’ | Marcatori | 18’ (rig.), 71’ (rig.) Iemmello |

| Arbitro: | Pezzuto (Lecce) |

|                           |           |                                 |
| Scamacca 10’ Ninković 82’ | Marcatori | 62’ (rig.) Forte 90+5’ Provedel |

| Arbitro: | Massimi (Termoli) |

|                              |           |                           |
| Forte 14’ Calò 37’ Addae 89’ | Marcatori | 24’ Armenteros 34’ Benali |

| Arbitro: | Ayroldi (Molfetta) |

|                                |           |  |
| Iori 16’ (rig.), 70’ Proia 47’ | Marcatori |  |

| Arbitro: | Baroni (Firenze) |

|                              |           |                                      |
| Tonucci 67’ Forte 81’ (rig.) | Marcatori | 30’ Pettinari 53’ (rig.) Taugourdeau |

| Arbitro: | Illuzzi (Molfetta) |

|                           |           |                       |
| Gavazzi 32’ Strizzolo 83’ | Marcatori | 74’ (rig.) Di Mariano |

| Arbitro: | Aureliano (Bologna) |

|                                |           |                     |
| Calò 24’ Forte 50’ Bifulco 73’ | Marcatori | 57’ (rig.) M. Ricci |

| Arbitro: | Amabile (Vicenza) |

|                                      |           |          |
| Pucciarelli 57’ Zappa 71’ Crecco 79’ | Marcatori | 87’ Elia |

| Arbitro: | Robilotta (Sala Consilina) |

|                    |           |                                 |
| Calò 21’ Cissé 86’ | Marcatori | 59’ Agazzi 60’ Marras 94’ Boben |

| Arbitro: | Marinelli (Tivoli) |

|         |           |  |
| Sau 71’ | Marcatori |  |

| Arbitro: | Fourneau (Roma) |

|                          |           |           |
| Akpa Akpro 23’ Gondo 81’ | Marcatori | 69’ Forte |

| Arbitro: | Baroni (Firenze) |

|           |           |                |
| Forte 67’ | Marcatori | 40’ Mazzitelli |

| Arbitro: | Marini (Roma) |

|                                    |           |                      |
| N. Brighenti 9’ Dionisi 75’ (rig.) | Marcatori | 4’ Mallamo 57’ Forte |

| Arbitro: | Pezzuto (Lecce) |

|                                         |           |                   |
| Forte 76’ (rig.) Troest 82’ Mallamo 85’ | Marcatori | 32’, 73’ Đorđević |

| Arbitro: | Sacchi (Macerata) |

|             |           |  |
| Maleh 45+2’ | Marcatori |  |

| Arbitro: | Abbattista (Bari) |

|              |           |                    |
| A. Rossi 90’ | Marcatori | 9’, 85’ D. Ciofani |

| Arbitro: | Aureliano (Bologna) |

|                                       |           |             |
| Sciaudone 17’ Riviere 23’ (rig.), 74’ | Marcatori | 31’ Tonucci |

### Coppa Italia
| Arbitro: | Dionisi (L'Aquila) |

|                                           |                      |                                             |
| Carlini 60’ (rig.)                        | Marcatori            | 66’ Vuthaj                                  |
| Di Gennaro Carlini Torromino Canotto Calò | Tiri di rigore 2 – 3 | Boccardi Latte Lath Vuthaj Marcucci Maniero |

## Statistiche

### Statistiche di squadra
Statistiche aggiornate al 10 luglio 2020.
| Competizione | Punti         | In casa | In casa | In casa | In casa | In casa | In casa | In trasferta | In trasferta | In trasferta | In trasferta | In trasferta | In trasferta | Totale | Totale | Totale | Totale | Totale | Totale | DR  |
| Competizione | Punti         | G       | V       | N       | P       | Gf      | Gs      | G            | V            | N            | P            | Gf           | Gs           | G      | V      | N      | P      | Gf     | Gs     | DR  |
| ------------ | ------------- | ------- | ------- | ------- | ------- | ------- | ------- | ------------ | ------------ | ------------ | ------------ | ------------ | ------------ | ------ | ------ | ------ | ------ | ------ | ------ | --- |
| Serie B      | 41            | 19      | 9       | 3       | 7       | 30      | 29      | 19           | 2            | 5            | 12           | 17           | 34           | 38     | 11     | 8      | 19     | 47     | 63     | -16 |
| Coppa Italia | Secondo Turno | 1       | 0       | 1       | 0       | 1       | 1       | 0            | 0            | 0            | 0            | 0            | 0            | 1      | 0      | 1      | 0      | 1      | 1      | 0   |
| Totale       | 41            | 20      | 9       | 4       | 7       | 31      | 30      | 19           | 2            | 5            | 12           | 17           | 34           | 39     | 11     | 9      | 19     | 48     | 64     | -16 |

### Andamento in campionato
| Giornata  | 1  | 2  | 3  | 4  | 5  | 6  | 7  | 8  | 9  | 10 | 11 | 12 | 13 | 14 | 15 | 16 | 17 | 18 | 19 | 20 | 21 | 22 | 23 | 24 | 25 | 26 | 27 | 28 | 29 | 30 | 31 | 32 | 33 | 34 | 35 | 36 | 37 | 38 |
| --------- | -- | -- | -- | -- | -- | -- | -- | -- | -- | -- | -- | -- | -- | -- | -- | -- | -- | -- | -- | -- | -- | -- | -- | -- | -- | -- | -- | -- | -- | -- | -- | -- | -- | -- | -- | -- | -- | -- |
| Luogo     | T  | C  | T  | C  | T  | C  | T  | C  | T  | C  | T  | C  | C  | T  | C  | T  | C  | T  | C  | C  | T  | C  | T  | C  | T  | C  | T  | C  | T  | C  | T  | T  | C  | T  | C  | T  | C  | T  |
| Risultato | P  | P  | N  | P  | P  | P  | V  | V  | P  | V  | P  | N  | V  | P  | P  | V  | V  | N  | V  | V  | N  | P  | N  | V  | P  | N  | P  | V  | P  | P  | P  | P  | N  | N  | V  | P  | P  | P  |
| Posizione | 14 | 18 | 18 | 19 | 20 | 20 | 20 | 18 | 19 | 17 | 18 | 18 | 17 | 17 | 18 | 17 | 16 | 16 | 14 | 11 | 12 | 14 | 15 | 13 | 13 | 14 | 14 | 13 | 14 | 15 | 15 | 16 | 17 | 16 | 15 | 17 | 18 | 19 |

Fonte:  Serie B, su calcio.com.
Legenda:

Luogo: C = Casa; T = Trasferta. Risultato: V = Vittoria; N = Pareggio; P = Sconfitta.